# 2013年菩提伽耶爆炸案
2013年菩提伽耶爆炸案是指2013年7月7日時在印度菩提伽耶、被登記為聯合國教科文組織世界遺產的摩訶菩提寺附近所發生的9起爆炸攻擊事件，另外印度未爆彈處理小組也成功拆解了數個安置於其他地方的引爆裝置。這次爆炸攻擊共造成5人受傷並且還包括有2名僧侶，不過主要的毗訶羅以及傳說中釋迦牟尼悟道的菩提樹都沒有受到炸彈波及。雖然已經逮捕了數名安置炸彈的嫌疑犯，但是仍然沒有組織公開聲稱炸彈案是由其所策劃安排的。而針對這次爆炸攻擊，包括第十四世達賴喇嘛以及翁山蘇姬都對此感到關注。